# Hans Lammers
Dr. Jur. Hans Heinrich Lammers (27. maj 1879 – 4. januar 1962) var en fremtrædende nazist og leder af Rigskancelliet.
Lammers blev født i Lublinitz (i dag Lubliniec, Śląskie) som søn af en dyrlæge. Lammers var dommer i Beuthen i 1912.
Lammers modtog Jernkorset af første og anden klasse under første verdenskrig. Efter den genoptog han sin karriere som advokat, sluttede sig til det tyske nationale folkeparti (DNVP) og blev understatssekretær.
Han blev efter krigen idømt 20 års fængsel og løsladt efter ti.

## Hans Lammers på Danmarks Lærerhøjskole
En navnebroder, den danske Hans Lammers, var lektor i tysk på Danmarks Lærerhøjskole i København. I perioden 1967-2017 varetog han sammen med overlærer Karl Brok danske gymnasieelevers studieophold i Tyskland.